# Neo Bomberman
Neo Bomberman (ネオ・ボンバーマン?, Neo Bonbāman) è un videogioco arcade pubblicato da Hudson Soft per il Neo Geo nel 1997, nonché secondo e ultimo titolo della serie Bomberman ad approdare su tale scheda hardware dopo Bomberman: Panic Bomber. Si tratta anche dell'ultimo titolo proposto in esclusiva per le sale giochi fino all'uscita ventuno anni dopo di Bombergirl della Konami.
A differenza appunto di Bomberman: Panic Bomber, il quale era un rompicapo, Neo Bomberman presenta il gameplay classico del franchise, tendente a somigliare in modo particolare a Super Bomberman 4; questo perché sviluppato da Produce!, software house giapponese responsabile dell'originale quintologia Super.

## Trama
White Bomber, Black Bomber e altri robot combattenti prendono parte a un torneo chiamato "Bomberman Tournament", ma appare il malvagio Bagura con la sua fortezza mobile per rovinare la manifestazione sportiva, rapendo sia la maggior parte dei partecipanti sia Pretty Bomber (fidanzata di White Bomber) e rinchiudendoli all'interno di alcune gabbie. White e Black devono fermare l'antagonista, spalleggiato da un robot partecipante al torneo, Atomic Bomber (una delle sue creature, come si scoprirà durante il gioco).

## Modalità di gioco
Neo Bomberman presenta due modalità di gioco: "Normal" e "Batalla". La prima consiste in un'avventura dove si lotta contro Bagura e le sue creature, mentre la seconda è una sfida competitiva multigiocatore.

### Normal
Questa modalità di gioco, chiamata anche "Aventura", si divide in cinque fasi che si svolgono tutte nella fortezza mobile dei cattivi. Ciascuna di esse è composta da vari livelli ambientati in labirinti, dove colui che controlla White Bomber o Black Bomber elimina tutti i nemici presenti, unico modo per poter aprire il portale che immette a quello successivo, tranne l'ultimo, in cui si ha lo scontro con un boss. Per uccidere i nemici il giocatore piazza bombe vicino a loro (da una a tre per i nemici comuni; un numero superiore a tre per i boss).
Il giocatore dispone inizialmente di tre vite. Egli perde una vita finendo a contatto coi nemici, o restando vittima di un loro attacco, oppure rimanendo coinvolto dalle fiamme di una propria bomba esplosa, o ancora facendo scadere il timer (due minuti per la maggior parte dei livelli, altrimenti tre). Distruggendo i blocchi nel labirinto si possono scovare e raccogliere aiuti notevoli come il controllo remoto delle bombe, il bonus tempo, le vite extra (simboleggiate da cuoricini) e l'aumento del raggio d'azione delle esplosioni (il cui simbolo è una fiamma con faccia sorridente). Nei livelli della prima fase il portale è sempre scoperto, mentre in seguito bisogna ogni volta demolire il blocco che lo nasconde.
Le gabbie in cui sono prigionieri i partecipanti al torneo si trovano nei livelli delle prime quattro fasi: la liberazione di essi non è obbligatoria per il completamento di un livello, ma comunque altamente consigliabile in quanto possono aiutare i protagonisti eliminando i nemici superstiti con le loro bombe. Pretty Bomber sarà automaticamente liberata al completamento della quarta e penultima fase, dopo la sconfitta di Atomic Bomber, che vi fa da boss. L'atto finale è lo scontro con Bagura, che attacca al comando di una navicella.

### Batalla
È conosciuta anche come "Battle Mode". Qui uno dei due giocatori può scegliere White Bomber o uno degli altri partecipanti al torneo (compreso Atomic Bomber) per affrontare gli avversari controllati dal computer nei venti livelli appositi. I match possono essere personalizzati come battaglie "tutti contro tutti" oppure a squadre. Tra i potenziamenti disponibili si aggiungono il guanto, che permette ai vari personaggi di afferrare e lanciare bombe, e il pattino a rotelle, che invece fa acquisire determinata velocità.